# 21118 Hezimmermann
21118 Hezimmermann este un asteroid din centura principală, descoperit pe 24 septembrie 1992, de Lutz Schmadel și Freimut Börngen.